# Equació de Boomeron
En matemàtiques, l'equació de Boomeron és l'equació diferencial parcial següent:
ut = b·vx
bxt = uxx b + axvx - 2vx(vxb)